# Batrachoides manglae
Batrachoides manglae é uma espécie de peixe da família Batrachoididae.
Pode ser encontrada nos seguintes países: Colômbia e Venezuela.